# Michael Reeves
Michael Reeves (17 d'octubre de 1943 – 11 de febrer de 1969) va ser un director de cinema i guionista anglès. Se'l recorda sobretot per la pel·lícula de 1968 Witchfinder General (coneguda als EUA com Conqueror Worm). Uns mesos després de l'estrena de la pel·lícula, Reeves va morir a Londres als 25 anys d'una sobredosi accidental d'alcohol i barbitúrics.

## Història

### Witchfinder General
És per la seva tercera i última pel·lícula, Witchfinder General, que Reeves és més conegut. Només tenia 24 anys quan la va coescriure i dirigir. El 2005, la revista Total Film va nomenar Witchfinder General la 15a pel·lícula de terror més gran de tots els temps. Fet amb un pressupost modest a East Anglia i adaptat de la novel·la de Ronald Bassett, Witchfinder General explica la història de Matthew Hopkins, l'advocat convertit en caçador de bruixes que fa xantatge i assassina al seu pas pel. Reeves impregna la pel·lícula d'un poderós sentit de la impossibilitat de comportar-se moralment en una societat les convencions de la qual s'han trencat, i encara que no està en cap cas lliure de les convencions de terror de baix pressupost, es presenta com una pel·lícula notablement poderosa i evocadora.
Reeves volia que Donald Pleasence interpretés el paper principal, però American International Pictures, els cofinançadors de la pel·lícula, van insistir a utilitzar la seva estrella de terror resident Vincent Price en el seu lloc. Això va provocar friccions entre l'actor i el jove director. S'explica una història famosa de com Reeves es va guanyar el respecte de Price: Reeves li deia constantment a Price que atenués la seva exageració i que interpretés el paper més seriosament. Price finalment es va enfador i va dir: "Jove, he fet vuitanta-quatre pel·lícules. Tú què has fet?" Reeves va respondre: "N'he fet tres de bones." 
Reeves va continuar incitant Price a oferir una actuació viciosa i brillant, i només en veure la pel·lícula acabada, l'actor es va adonar del que estava fent el director, moment en el qual Price va prendre mesures per enterrar la destral amb Reeves. Witchfinder General es va publicar amb crítiques diverses, amb una ressenya notablement salvatge d'Alan Bennett que va aparèixer a The Listener, però aviat va ser reavaluada i va obtenir en general crítiques favorables.

### Mort
Michael Reeves va morir a Londres uns mesos després de l'estrena de la pel·lícula. Després de rodar Witchfinder General va estar treballant en una adaptació de La caixa oblonga però va tenir dificultats per tirar endavant els projectes i patia depressió i insomni. per la qual cosa va prendre píndoles i va rebre diversos tractaments de metges i psiquiàtrics. El matí de l'11 de febrer de 1969, Reeves va ser trobat mort al seu dormitori, als 25 anys, a Cadogan Place, Knightsbridge, per la seva dona de la neteja. L'informe del forense va declarar que la mort de Reeves (per una sobredosi de barbitúrics) va ser accidental, la dosi era massa marginal per suggerir una intenció.

## Filmografia selecta
| Títol                      | Any  | Acreditat com | Acreditat com | Acreditat com | Notes                   | Ref(s)        |
| Títol                      | Any  | Director      | Guionista     | Altres        | Notes                   | Ref(s)        |
| -------------------------- | ---- | ------------- | ------------- | ------------- | ----------------------- | ------------- |
| Il castello dei morti vivi | 1964 |               |               | Sí            | 2n ajudant del director | [ 6 ]         |
| The She Beast              | 1966 | Sí            |               |               |                         | [ 7 ] [ 8 ]   |
| The Sorcerers              | 1967 | Sí            | Sí            |               |                         | [ 9 ] [ 10 ]  |
| Witchfinder General        | 1968 | Sí            | Sí            |               |                         | [ 10 ] [ 11 ] |